# سطل بازیافت

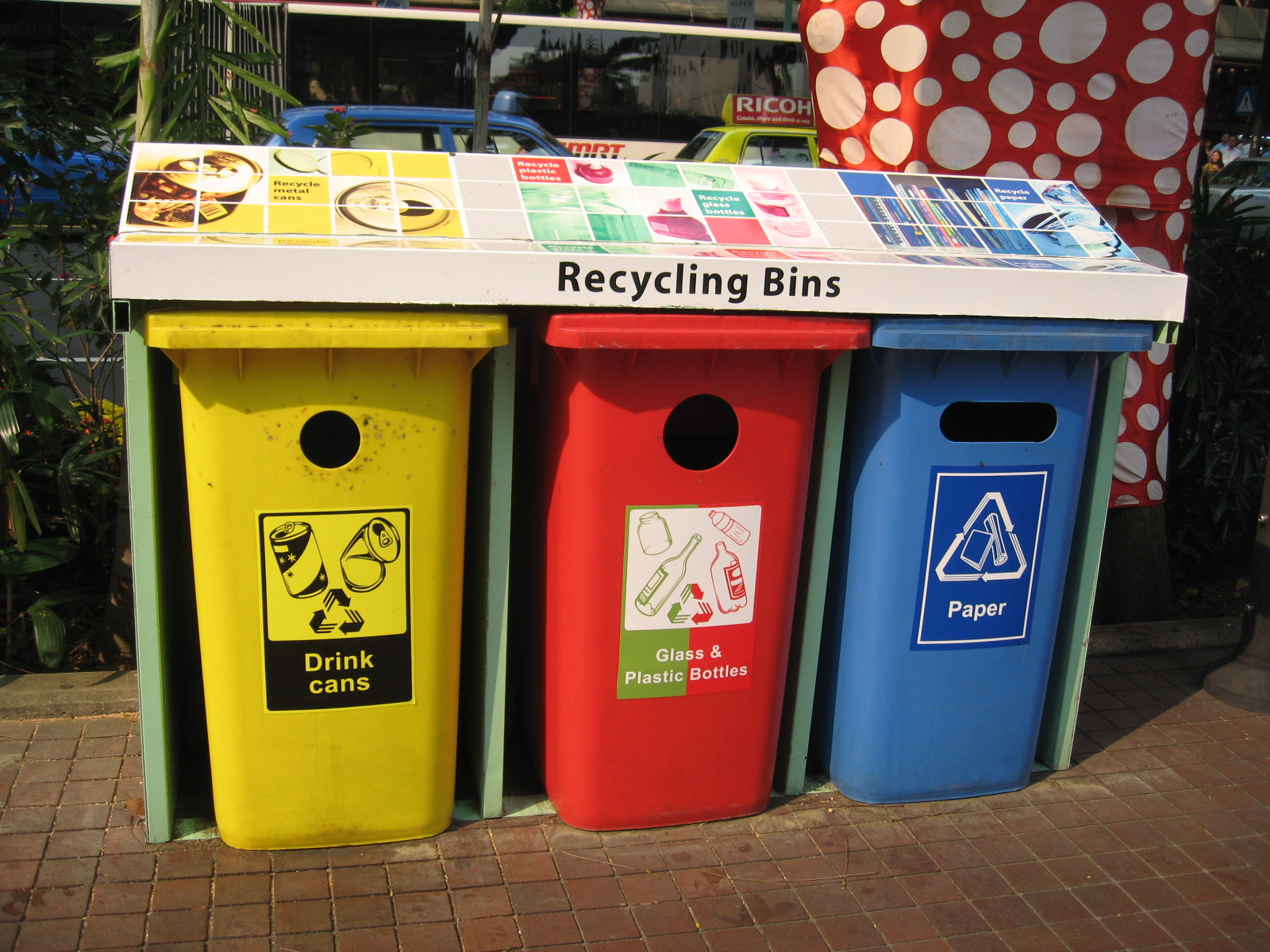
تفکیک زباله های بازیافتی

سطل بازیافت (انگلیسی: Recycling bin) یا سطل زباله، به ظروفی اطلاق می‌شود که برای نگهداری مواد قابل بازیافت، پیش از انتقال به مراکز بازیافت و تفکیک زباله، استفاده می‌شوند. سطل‌های بازیافت اغلب در اندازه‌های مختلف برای استفاده در داخل و خارج از خانه‌ها، مکان‌های مسکونی و تجاری، دفاتر اداری، تأسیسات و مکان‌های عمومی وجود دارد. امروزه با هدف تفکیک زباله و پسماندها اغلب ظروف جداگانه‌ای برای بازیافت کاغذ، قوطی‌های آلومینیومی، ظروف شیشه‌ای و بطری‌های پلاستیکی در نظر گرفته می‌شود.